# Epictia signata
Espèce
Synonymes
- Stenostoma signatum Jan, 1861
- Leptotyphlops signatus (Jan, 1861)
- Leptotyphlops amazonicus Orejas-Miranda, 1969

Epictia signata est une espèce de serpents de la famille des Leptotyphlopidae.

## Répartition
Cette espèce se rencontre au Venezuela dans les États de Bolívar et d'Amazonas et en Colombie.

## Publication originale
- Jan, 1861 : Iconographie générale des ophidiens. Tome Second, J. B. Balliere et Fils, Paris (texte intégral).